# Guy Vanderhaeghe
Guy Clarence Vanderhaeghe född 5 april 1951 i Esterhazy, är en kanadensisk författare.